# Norna-Gests þáttr

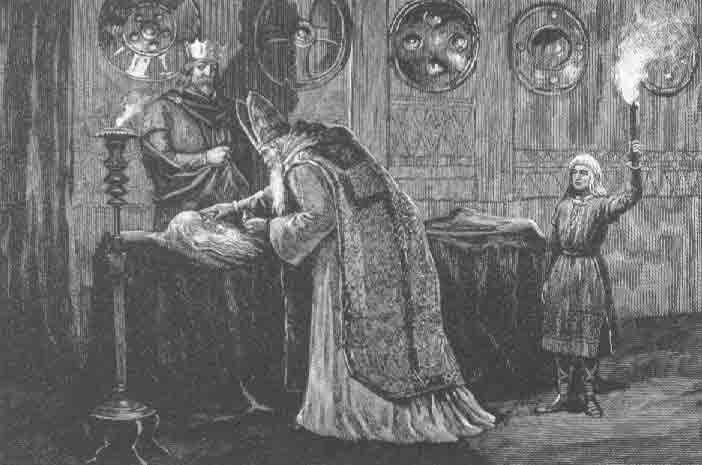
La mort de Norna-Gest, per Gunnar Vidar Forssell

Norna-Gests þáttr o la Història de Norna-Gest és una història curta islandesa (þáttr) sobre l'heroi nòrdic Norna-Gest. La història es troba inserida dins l'Ólafs saga Tryggvasonar, en la versió del còdex de l'illa de Flatey o Flateyjarbók, i conté molts poemes de l'Edda poètica. Té certes similituds amb el mite grec de Melèagre. Joseph Harris l'enquadra dins dels relats de «contacte pagà», escrits en el període de la conversió al cristianisme d'Islàndia. Pertany al grup de les sagues llegendàries dels temps antics.

## Desenvolupament
Quan Norna-Gests va nàixer, tres Nornes hi arribaren i dues, Urð i Veureðandi, li feren dos bons regals, mentre que la tercera s'hi enfadà i el maleí de manera que no sobreviuria més que el temps que duràs l'espelma que il·luminava el bressol. La norna major de seguida apagà la flama i li demanà a la mare que l'amagàs bé.
Quan Norna-Gest va créixer es va convertir en guardià del ciri i es diu que va viure 300 anys. Participà en les batalles de Sigurd el volsung; compartí temps amb Björn Járnsída i els seus germans, fills de Ragnar Lodbrok, Starkad, el rei suec Sigurd Ring, el rei Erik d'Uppsala, el rei Harald I de Noruega i el rei Hlodver d'Alemanya. En acabant, conegué a Olaf Tryggvason i va ser batejat.
Segons la llegenda, quan el rei Olaf intentava convertir els noruecs al cristianisme, va portar en Norna-Gest a la seua cort, i va encendre l'espelma sobre la qual la tercera norna, Skuld, profetitzà. D'acord amb la profecia, quan s'extingí la flama, Norna-Gest va morir.

## Traduccions
- Nornagests þáttr - Il racconto di Nornagestr. Edizione critica, traduzione e commento da Adele Cipolla. Verona: Edizioni Fiorini, 1997. ISBN 88-87082-00-6.